# Leonardendron gabunense
Leonardendron gabunense là một loài thực vật có hoa trong họ Đậu. Loài này được (J. Léonard) Aubrév. mô tả khoa học đầu tiên năm 1968.